# Хартли (Делавер)
Хартли (енгл. Hartly) град је у Округу Кент у америчкој савезној држави Делавер. По попису становништва из 2010. у њему је живело 74 становника

## Демографија
| Група             | 2000.      | 2010.      |
| Белци             | 71 (91,0%) | 72 (97,3%) |
| Афроамериканци    | 3 (3,8%)   | 0 (0,0%)   |
| Азијати           | 0 (0,0%)   | 0 (0,0%)   |
| Хиспаноамериканци | 2 (2,6%)   | 0 (0,0%)   |
| Укупно            | 78         | 74         |